# Armstrong (Iowa)
Armstrong es una ciudad situada en el condado de Emmet en el estado estadounidense de Iowa. Según el censo de 2000 tenía una población de 979 habitantes.

## Geografía
Según la Oficina del Censo de los Estados Unidos, la localidad tiene un área total de 2,13 km², la totalidad de los cuales corresponden a tierra firme. 

## Demografía
Según el censo de 2000, había 979 personas, 422 hogares y 268 familias residiendo en la localidad. La densidad de población era de 460,49 hab./km². Había 456 viviendas con una densidad media de 214,7 viviendas/km². El 98,88% de los habitantes eran blancos, el 0,20% afroamericanos, 0,41% amerindios, el 0,10% asiáticos, el 0,10% de otras razas, y el 0,31% pertenecía a dos o más razas. El 0,31% de la población eran hispanos o latinos de cualquier raza.
Según el censo, de los 422 hogares, en el 25,4% había menores de 18 años, el 55,9% pertenecía a parejas casadas, el 5,0% tenía a una mujer como cabeza de familia, y el 36,3% no eran familias. El 33,4% de los hogares estaba compuesto por un único individuo, y el 19,0% pertenecía a alguien mayor de 65 años viviendo solo. El tamaño promedio de los hogares era de 2,21 personas, y el de las familias de 2,83.
La población estaba distribuida en un 20,6% de habitantes menores de 18 años, un 6,8% entre 18 y 24 años, un 21,1% de 25 a 44, un 26,4% de 45 a 64, y un 25,0% de 65 años o mayores. La media de edad era 46 años. Por cada 100 mujeres había 90,5 hombres. Por cada 100 mujeres de 18 años o más, había 88,6 hombres.
Los ingresos medios por hogar en la localidad eran de 35.446 dólares ($), y los ingresos medios por familia eran 45.563 $. Los hombres tenían unos ingresos medios de 31.210 $ frente a los 19.732 $ para las mujeres. La renta per cápita para la ciudad era de 16.221 $. El 8,0% de la población y el 3,0% de las familias estaban por debajo del umbral de pobreza. El 7,1% de los menores de 18 años y el 16,5% de los habitantes de 65 años o más vivían por debajo del umbral de pobreza.